# Carpospiza brachydactyla
Carpospiza brachydactyla là một loài chim trong họ Sẻ.